# 中华人民共和国公共图书馆法
《中华人民共和国公共图书馆法》是中华人民共和国为规范公共图书馆运行而设立的一部专门法律，是该国第一部图书馆专门法律。这部法律明确了公共图书馆的重要性和政府建设公共图书馆的责任，并具体规定了公共图书馆的运行管理制度及服务功能等。该法于2017年11月4日在第十二届全国人民代表大会常务委员会第三十次会议上通过，自2018年1月1日起施行。

## 立法背景
世界上很多国家已经通过立法，加强对公共图书馆的规范和保障。据中国国家图书馆与2013年前后的统计显示，60个国家已制定颁布有关法律130余部。1980年代初，就有学者开始中华人民共和国图书馆法制研究做理论准备。1997年，中华人民共和国第一部地方性图书馆法规《深圳经济特区公共图书馆条例（试行）》颁布。
截至2015年底，中华人民共和国全国共有县级以上的独立建制公共图书馆3139个，总藏量83844万册件。但中华人民共和国的公共图书馆的设置布局不合理、缺乏统一规划，网络体系亦尚不健全，总体差距离联合国教育、科学及文化组织的相关规定较大。而在多次全国人大会议上，都有人大代表提出相关的议案或建议，要求在公共图书馆领域进行立法，如《图书馆法》或《公共图书馆法》。

## 立法过程
1998年，文化部提出图书馆法立法动议，但后来因故停止。2001年春，这部法律的制定工作正式启动，但到2004年立法工作又停滞不前。中共中央宣传部于2004年印发的《关于制定我国文化立法十年规划（2004－2013）的建议》中，图书馆法被列入前五年的立法规划；在第十一届全国人民代表大会常务委员会立法规划中，图书馆法被列入“研究起草、条件成熟时安排审议”的项目；而国务院自2007年起，连续四年将公共图书馆法列入年度立法工作计划，并将其作为“需要抓紧研究、待条件成熟时提出的立法项目”。
2008年11月，文化部重新提出立法动议，立法工作重新启动。文化部组织的立法启动工作会议上，决定先组织专家开展研究，这项工作由中国图书馆学会和中国国家图书馆牵头。研究成果于2009年7月中旬提交给文化部。2009年11月初，该法条文草案的“讨论稿”首次征求业界人士意见。2010年3月和2011年3月，《中华人民共和国公共图书馆法（征求意见稿）》第一稿和第二稿先后起草完成。2011年12月，文化部将该法送审稿报送国务院。次年1月，国务院法制办公室以《中华人民共和国公共图书馆法（送审稿）》为基础，向各有关部门和机构征求意见。该法被列入国务院2011年至2014年立法计划的预备项目。在第十二届全国人民代表大会常务委员会立法规划中，公共图书馆法被列入“条件比较成熟、任期内拟提请审议的法律草案”的项目。2015年，该法再次被报送国务院审议。12月，国务院法制办公室以《中华人民共和国公共图书馆法（征求意见稿）》面向社会各界征求意见。
2017年4月19日召开的国务院常务会议（第169次）上，通过了《中华人民共和国公共图书馆法（草案）》，决定将草案提请全国人大常委会审议。2017年6月22日，第十二届全国人民代表大会常务委员会第二十八次会议上，首次开始审议《中华人民共和国公共图书馆法（草案）》。会上，文化部部长雒树刚对这一草案做了说明。全国人民代表大会法律委员会于9月29日和10月17日两次召开会议，对这一草案逐条审议。同年10月31日，出具了《全国人民代表大会法律委员会关于〈中华人民共和国公共图书馆法（草案）〉审议结果的报告》。11月1日上午，常委会第三十次会议对草案二次审议稿进行了分组审议；法律委员会则于次日召开会议，逐条研究常委会的审议意见。11月4日，在常委会第三十次会议上，这一法律得到通过。同日，国家主席习近平签署第七十九号《中华人民共和国主席令》，公布了这一部法律，自2018年1月1日起施行。
2018年10月26日，第十三届全国人民代表大会常务委员会第六次会议通过《全国人民代表大会常务委员会关于修改〈中华人民共和国野生动物保护法〉等十五部法律的决定》，决定将该法第五十一条中的“出版行政主管部门”修改为“出版主管部门”。

## 主要内容
该法是中国共产党第十九次全国代表大会之后出台的第一部文化方面的法律，也是继《公共文化服务保障法》之后，中华人民共和国公共文化领域之后的又一部重要法律。该法还是中华人民共和国第一部全国性图书馆立法。该法有6章55条，第一条指明了制定该法的原因和目的：
|  | 为了促进公共图书馆事业发展，发挥公共图书馆功能，保障公民基本文化权益，提高公民科学文化素质和社会文明程度，传承人类文明，坚定文化自信，制定本法。 |

该法内容主要分成五部分：
1. 加强公共图书馆服务体系建设，如第五条、第十条、第十一条；
2. 健全公共图书馆运行管理制度，如第十二条、第十四条、第十六条、第十九条至第二十一条、第二十三条、第二十四条；
3. 进一步发挥公共图书馆服务功能，如第三条、第十一条、第二十七条至第三十二条；
4. 鼓励各方力量参与公共图书馆事业，如第五条、第六条、第十二条至第十四条、第十六条至第二十一条、第二十三条至第二十六条、第四十三条；
5. 违反该法的行为所要承担的法律责任，即第五章的四十九条到五十四条。

该法确立了公共图书馆是“社会主义公共文化服务体系”的重要组成部分之一，规定“公共图书馆”是指经依法登记设立并向社会公众免费开放的图书馆。该法明确了政府应加强公共图书馆建设，并鼓励社会力量参与建设，如规定了县级以上人民政府要将公共图书馆事业纳入国民经济和社会发展规划，并确定公共图书馆的数量、规模、结构和分布，增加投入、加强建设。该法还规定了公共图书馆的运行管理制度、服务功能、数字资源建设等方面，如明确公共图书馆应免费提供文献信息查询、借阅服务，并开放公共空间设施场地；若公共图书馆属政府设立，应设置少年儿童阅览区域，并提供特殊群体服务、流动服务、自助服务、数字化服务等；若公共图书馆属公民、企事业单位、社会团体或者其他组织设立，可依法以捐赠者的姓名、名称命名公共图书馆及其馆舍或设施。

## 评价
学界和社会普遍认为该法是“值得欢迎的一部良法”，并认为这部法律的制定是历史性的、突破性的，认为该法填补了中华人民共和国在图书馆领域立法的空白，能够解决公共图书馆在日常实践工作中遇到的一些问题；但仍认为该法存在一些问题需要完善。如北京大学教授刘兹恒认为该法应增强专业性和严谨性；南开大学商学院信息资源管理系教授柯平和全国中小型公共图书馆联合会副研究馆员郭斌建议将民间的民办图书馆纳入这部法律；北京大学的王子舟则认为不能将政府出资作为“公共图书馆”的构成必要条件之一。

## 延伸阅读
- 崔敏. .   [2019-08-25]. doi:10.7666/d.Y2377011. （原始内容存档于2020-06-23）.
- 绵阳市文化广电新闻出版局. . 绵阳市人民政府网站. 2017-11-08  [2019-08-25]. （原始内容存档于2020-08-29）.